# Élections législatives françaises de 1837
Les élections législatives françaises de 1837 ont eu lieu le 4 novembre 1837 à la suite de la dissolution de la chambre sortante par le Roi Louis-Philippe Ier le 3 octobre précédent. Il s'agissait de conforter son président du conseil, le comte Mathieu Molé, en proie à de vives contestations au sein de la majorité parlementaire orléaniste et animées notamment par son prédécesseur Adolphe Thiers.

## Mode de scrutin
Conformément à la charte de 1830, les députés sont élus au scrutin uninominal majoritaire à trois tours dans l'une des 464 circonscriptions définies par le redécoupage de 1831. Le suffrage est censitaire, et le corps électoral compte 198 836 inscrits.

## Résultats
Il y eut 151 720 votants, soit 76,30 % de participation.Ce scrutin donna quasiment les mêmes résultats qu'aux élections de 1834 ; seul le recul des doctrinaires au profit du Tiers parti est significatif.
|                          |                          |         |       |        |               |
| Parti                    | Parti                    | Voix    | %     | Sièges | +/-           |
|                          | Orléanistes              | 54 922  | 36,21 | 168    | Nv.           |
|                          | Parti du Mouvement       | 46 426  | 30,60 | 142    | 67            |
|                          | Parti de la Résistance   | 20 937  | 13,79 | 64     | 256           |
|                          | Tiers Parti              | 18 358  | 12,07 | 56     | 31            |
|                          | Républicains             | 6 220   | 4,09  | 19     | Nv.           |
|                          | Légitimistes             | 4 855   | 3,23  | 15     | en stagnation |
|                          |                          |         |       |        |               |
| Total                    | Total                    | 151 720 | 100   | 464    | 4             |
| Abstentions              | Abstentions              | 47 116  | 23,70 |        |               |
| Inscrits / participation | Inscrits / participation | 198 836 | 76,30 |        |               |

Le recul des doctrinaires, exclus du gouvernement depuis le 15 avril 1837, conforta le ministère Molé, qui put rester en place jusqu'en mars 1839, en partie grâce à une politique d'expédients. L'absence de majorité fut cependant fatale pour Molé, qui tomba sous les coups conjoints de la coalition de toutes les oppositions (radicaux, légitimistes, gauche dynastique, doctrinaires et les députés du Tiers fidèles à Thiers). Les membres de la coalition furent incapables de se mettre d'accord une fois Molé tombé et le roi dut dissoudre la chambre le 2 février 1839.